# Libyens damlandslag i fotboll
Libyens damlandslag i fotboll representerar Libyen i fotboll på damsidan. Dess förbund är Libyan Football Federation. Laget är inte erkänt av Fifa.